# Alfter
Alfter è un comune della Renania Settentrionale-Vestfalia, in Germania. Appartiene al circondario del Reno-Sieg.

## Geografia fisica
Localizzata ad ovest di Bonn, confina anche con i comuni di Bornheim, Meckenheim, Rheinbach e Swisttal.
Alfter è composta da 10 frazioni: Birrekoven, Olsdorf, Impekoven, Gielsdorf, Oedekoven, Witterschlick, Ramelshofen, Nettekoven, Volmershofen e Heidgen.